# This Is Your Bloody Valentine
This Is Your Bloody Valentine es el debut discográfico de la banda irlandesa de rock alternativo My Bloody Valentine. El miniálbum de siete canciones, grabado en Berlín, refleja el estilo inicial gótico post-punk de la banda, y, en general, no comparte mucho del posterior estilo shoegazing con el que se les asocia. Stephen Thomas Erlewine de Allmusic llamó su "álbum debut [...] una colección de rock gótico post-punk sin enfoque". El álbum no tuvo mucho éxito en el momento de su edición.
En 1990 se reeditó a través del sello discográfico Dossier Records (DLP7501) en formato de vinilo y CD.

## Lista de canciones
Todas las canciones compuestas por Kevin Shields/Dave Conway/Colm Ó Cíosóig.
1. "Forever and Again" – 3:32
2. "Homelovin' Guy" – 3:02
3. "Don't Cramp My Style" – 2:25
4. "Tiger in My Tank" – 3:30
5. "The Love Gang" – 3:55
6. "Inferno" – 4:40
7. "The Last Supper" – 4:30

## Personal
- Mark Bosak – ingeniero de sonido
- Dave Conway – voz principal
- Colm Ó Cíosóig – batería
- Kevin Shields – guitarra, coros, bajo
- Tina – teclados